# Hörbach (Herborn)
Hörbach is een plaats in de Duitse gemeente Herborn, deelstaat Hessen, en telt 1329 inwoners (2008).